# Kyrktjärnen (Fredrika socken, Lappland)
Kyrktjärnen är en sjö i Åsele kommun i Lappland och ingår i Gideälvens huvudavrinningsområde. Sjön har en area på 0,0486 kvadratkilometer och ligger 374,1 meter över havet.

## Delavrinningsområde
Kyrktjärnen ingår i det delavrinningsområde (710383-160659) som SMHI kallar för Mynnar i Flärkån. Medelhöjden är 401 meter över havet och ytan är 53,59 kvadratkilometer. Räknas de 2 avrinningsområdena uppströms in blir den ackumulerade arean 81,39 kvadratkilometer. Oxvattenbäcken som avvattnar avrinningsområdet har biflödesordning 3, vilket innebär att vattnet flödar genom totalt 3 vattendrag innan det når havet efter 123 kilometer. Avrinningsområdet består mestadels av skog (73 procent) och sankmarker (17 procent). Avrinningsområdet har 0,05 kvadratkilometer vattenytor vilket ger det en sjöprocent på 0,1 procent.